# Machézal
 Machézal  es una población y comuna francesa, situada en la región de Ródano-Alpes, departamento de Loira, en el distrito de Roanne y cantón de Saint-Symphorien-de-Lay.

## Demografía
| 403 | 353 | 323 | 315 | 306 | 361 |
| Para los censos de 1962 a 1999 la población legal corresponde a la población sin duplicidades (Fuente: INSEE [Consultar]) |     |     |     |     |     |